# Tenco, come ti vedono gli altri
(Mauro Ottolini)
Tenco, come ti vedono gli altri è un doppio album di Mauro Ottolini, pubblicato nel 2017. Il lavoro omaggia il cantautore Luigi Tenco, nel cinquantesimo anno dalla sua scomparsa.
In occasione dell'edizione 2016 del Premio Tenco, il direttore artistico del Club Tenco, Enrico De Angelis, affida ad Ottolini il compito di arrangiare ventidue brani del cantautore, e dirigere l'orchestra nella serata finale al Teatro Ariston di Sanremo in un concerto dal titolo "Come mi vedono gli altri...quelli nati dopo", che comprendeva solo musicisti nati dopo la morte di Tenco il 27 gennaio 1967. I ventidue brani vengono eseguiti da undici artisti: Vanessa Tagliabue York, Morgan, Noemi, Ascanio Celestini, Roy Paci, Kento, Marina Rei, Diego Mancino, Bocephus King, Gli Scontati e Alfina Scorza.
Il lavoro di Ottolini prosegue nella registrazione di un doppio CD contenente venti brani, riunendo ex novo tutti gli strumentisti e parte dei cantanti (Roy Paci, Vanessa Tagliabue Yorke, Kento e Bocephus King) con l'aggiunta di nuovi (Rossana Casale, Edda, Daniele Silvestri, Alberto Fortis, Karima, Petra Magoni, Vincenzo Vasi, Renzo Rubino e Gino Paoli). Il risultato è Tenco. Come ti vedono gli altri, doppio album che raccoglie diciotto brani tratti dal repertorio di Luigi Tenco con l'aggiunta di due inediti, registrati al Teatro Ristori di Verona. L'album è presentato il 9 luglio 2017 ad Umbria Jazz con il concerto "Tenco, i cantautori italiani ed il jazz" presso l'Area Santa Giuliana.

## Tracce
1. Daniele Silvestri – Una brava ragazza (feat. Orchestra dei Colli Morenici) (testo: Luigi Tenco)
2. Mauro Ottolini – Ballata della moda (feat. Orchestra dei Colli Morenici) (testo: Luigi Tenco)
3. Roy Paci – (Ballata dei) Giornali femminili (feat. Orchestra dei Colli Morenici) (testo: Luigi Tenco)
4. Vanessa Tagliabue Yorke – Ho capito che ti amo (feat. Orchestra dei Colli Morenici) (testo: Luigi Tenco)
5. Stefano Rampoldi – Un giorno dopo l'altro (feat. Orchestra dei Colli Morenici) (testo: Luigi Tenco)
6. Petra Magoni – Io lo so già (feat. Orchestra dei Colli Morenici) (testo: Luigi Tenco)
7. Renzo Rubino – Quando (feat. Orchestra dei Colli Morenici) (testo: Luigi Tenco)
8. Vincenzo Vasi – Se sapessi come fai (feat. Orchestra dei Colli Morenici) (testo: Luigi Tenco)
9. Kento, Dj Fuzzten – Sera triste sera (feat. Orchestra dei Colli Morenici) (testo: Kento – musica: Mauro Ottolini)
10. Bochephus King – Un giorno di questi ti sposerò (feat. Orchestra dei Colli Morenici) (testo: Luigi Tenco)
11. Alberto Fortis – Ciao amore, ciao (feat. Orchestra dei Colli Morenici) (testo: Luigi Tenco)
12. Gino Paoli – Mi sono innamorato di te (feat. Orchestra dei Colli Morenici) (testo: Luigi Tenco)
13. Vanessa Tagliabue Yorke – Io sì (feat. Orchestra dei Colli Morenici) (testo: Luigi Tenco)
14. Roy Paci – In qualche parte del mondo (feat. Orchestra dei Colli Morenici) (testo: Luigi Tenco)
15. Vincenzo Vasi – Vita sociale (feat. Orchestra dei Colli Morenici) (testo: Luigi Tenco)
16. Ammar K. – Ragazzo mio (feat. Orchestra dei Colli Morenici) (testo: Luigi Tenco)
17. Kento, Dj Fuzzten – Io sono uno (Che la pensa come te) (feat. Orchestra dei Colli Morenici) (testo: Kento, Dj Fuzzten)
18. Vincenzo Vasi – Il mio regno (feat. Orchestra dei Colli Morenici) (testo: Luigi Tenco)
19. Rosanna Casale – Padroni della terra (feat. Orchestra dei Colli Morenici) (testo: Luigi Tenco)
20. Vanessa Tagliabue Yorke – Quasi sera (feat. Orchestra dei Colli Morenici) (testo: Luigi Tenco)

## Concerti
- 22 ottobre 2016, Sanremo, Teatro Ariston, 40ª edizione del Premio Luigi Tenco
- 09 luglio 2017, Perugia, Arena Santa Giuliana, Umbria Jazz
- 09 agosto 2017, Volta Mantovana, giardini di Palazzo Gonzaga
- 17 agosto 2017, Campo di Brenzone sul Garda, 1° Brenzone Music Festival, Notti Magiche
- 19 ottobre 2017, Sanremo, Teatro Ariston, 41ª edizione del Premio Luigi Tenco
- 17 gennaio 2018, Milano, Spirit de Milan, Rock Files Live
- 17 febbraio 2018, Piacenza, Spazio Rotative Libertà, XV Piacenza Jazz Fest
- 19 maggio 2018, Correggio, Teatro Asioli, Crossroads, Jazz e altro in Emilia Romagna
- 10 dicembre 2018, Verona, Teatro Ristori